# Pagasa pallidiceps
Pagasa pallidiceps är en insektsart som först beskrevs av Carl Stål 1860.  Pagasa pallidiceps ingår i släktet Pagasa och familjen fältrovskinnbaggar. Inga underarter finns listade i Catalogue of Life.